# الملكة لويز (فلم 1927)
الملكة لويز (الألمانية: Königin Luise) هو فيلم تاريخي ألماني صامت من إخراج كارل غرون وبطولة مادي كريستيانس ، ماتياس ويمان ، وأنيتا دوريس. تم إصداره في جزأين منفصلين أقل بقليل من شهر من بعضهما البعض في ديسمبر 1927 ويناير 1928. بدأ سلسلة من الملاحم التاريخية التي أخرجها جرون. تم تصويره جزئيًا في استوديوهات تيرا في برلين. تم تصميم مجموعات الفيلم من قبل المخرج الفني هانز جاكوبي، يصور الفيلم الحياة لملكة لويزه مكلنبورغ ستريليتس ، زوجة الملك البروسي فريدريك ويليام الثالث.

## فريق التمثيل
- مادي كريستيانس في دور لويزه مكلنبورغ ستريليتس
- ماتياس ويمان في دور فريدرش فيلهلم الثالث ملك بروسيا
- أنيتا دوريس في دور فريدريكا من مكلنبورغ ستريليتس
- هيدويغ مولاندر في دور الأميرة رادزيويل
- أديل ساندروك في دور الكونتيسة فوس
- هانز أدالبرت شليتو في دور الأمير لويس فرديناند
- هيدويغ فانغيل في دور الأميرة فون هيسن دارمشتات
- ثيودور لوس في دور الكونت هاردنبرغ
- تشارلز فانيل في دور نابليون
- أوغست براش غريفنبرغ في دور الملكة إليزابيث كريستين فون براونشفايغ
- ألفريد دودرلين في دور الأمير لويس
- هانز ميريندورف في دور الملك فريدريك ويليام الثاني
- لوت لورنيغ في دور مدام ريتز
- أنتوني جايكيل في دور جيليو
- كارل إلزر في دور المساعد كويكريتز
- ايغون فون جوردن في دور ألكسندر قيصر روسيا
- ألفريد غيراش في دور الوزير تاليران
- فرديناند فون ألتين في دور برتراند
- هانس فاسمان في دور كريستيان غراف فون هاوغويتز
- إدوارد روتهاوزر في دور دوق فون مكلنبورغ
- ماكس بول في دور الأمير بلوخر
- إميل هيسه في دور د. هوفلاند

## روابط خارجية
- Queen Louise (Part I)  في قاعدة بيانات الأفلام على الإنترنت (بالإنجليزية)
- Queen Louise (Part II)  في قاعدة بيانات الأفلام على الإنترنت (بالإنجليزية)